# 多田満長
多田 満長（ただ みつなが、1886年（明治19年）4月14日 – 1951年（昭和26年）2月9日）は、日本のジャーナリスト・政治家で立憲民政党所属の衆議院議員。

## 経歴
千葉県君津郡神納村（現在の袖ケ浦市）出身。多田子之助の二男として生まれ、兄の昌太郎は君津郡会議員・神納村長を務めた。千葉師範学校に入学するが、病のため退学した。その後明治学院を経て、1911年（明治44年）に早稲田大学政治経済科を卒業した。卒業後は大日本通信社を創設し、社長を務めた。
1930年（昭和5年）、第17回衆議院議員総選挙に民政党公認で出馬し初当選。5回連続当選を果たした。その間、廣田内閣で逓信参与官を、阿部内閣で外務政務次官を務めた。政党解消後は翼賛議員同盟・翼賛政治会・大日本政治会に所属し、戦後は日政会を母体として結党された日本進歩党に所属したが、1946年（昭和21年）、大政翼賛会の推薦議員のため公職追放となった。墓所は多磨霊園。